# Írott-kő
Az Írott-kő (németül: Geschriebenstein) a Kőszegi-hegység és egyben Dunántúl legmagasabb, 882 méteres pontja. Magyarország legmagasabb hegycsúcsai között ezzel a 44.

## Nevének eredete
Első említése a 14. századból származik. Akkoriban Fenyőhegyként emlegették. A 17. században a Szálkő nevet kapta a csúcs. A mai Írott-kő nevet egyes feltételezések szerint az itt áthaladó Batthyány–Esterházy határ feliratozott határkövéről kapta.

## Kilátó
1891-ben állították az első kilátót ide a Kőszegi Turista Egyesület tagjai. Ez egy fából készült torony volt, mely 1909-ig szolgálta az idelátogató turistákat. A trianoni osztrák–magyar határ az 1913-ban épült kő kilátó közepén húzódik végig, ezt a torony belsejében egy határkő is jelzi. A bejárata az osztrák oldalról nyílik.
A vasfüggöny idején a kilátó épületét a drótkerítés kikerülte és az osztrák oldalon hagyta, a látogatása is csak onnan történhetett. A hajdanán rendszeresen kaszált országhatár nyomvonalát a sarjadásból megerősödött és felnőtt nyírfaerdő jelöli.
2002. május 1-jétől a gyalogos és kerékpáros turisták számára határátlépési pontok létesültek a Kőszegi-hegységben, melyek közül az egyik ennél a kilátónál volt. Ezt április 1-jétől október 31-ig 07.00 és 20.00 óra között; november 1-jétől március 31-ig 08.00 és 16.00 óra között lehetett igénybe venni az Írottkő Natúrpark osztrák és magyar településein, a jogszabályban lehatárolt zónán belül. A schengeni övezetbe történt belépéssel megszünt a jelentőségük.
A kilátón kívül itt található az Országos Kéktúra nyugati végpontja is. A torony közigazgatásilag Bozsok községhez tartozik. A legközelebbi magyarországi település Velem. A legközelebbi város Rohonc (Rechnitz, Ausztria), a magyar oldalon pedig Kőszeg.
2009-ben a megrongálódott kilátót lezárták, majd felújítást követően 2010. július 21-től ismét látogathatóvá vált.
|  |  |